# (36614) Saltis
(36614) Saltis est un astéroïde de la ceinture principale.

## Description
(36614) Saltis est un astéroïde de la ceinture principale. Il fut découvert le 27 août 2000 à Saltsjobaden par Alexis Brandeker. Il présente une orbite caractérisée par un demi-grand axe de 2,37 UA, une excentricité de 0,16 et une inclinaison de 1,8° par rapport à l'écliptique.

## Compléments